# Youaltepuztli
Youaltepuztli, Youaltepoztli, Yoaltepoztli (del náhuatl: yohualli), noche, y (del náhuatl: tepotztli), hacha: "hacha nocturna" o "hacha de la noche", es una entidad masculina sin cabeza que tiene cortado el pescuezo como un tronco, y el pecho lo tiene abierto con el corazón a la vista.

## Mito
Es el tercer agüero que se tomaba cuando se escuchaba golpes por la noche, como si alguien estuviera cortando madera, se tomaba mal agüero, donde la mayor parte este sonido se escuchaba al primer sueño de la noche, cuando todos duermen profundamente y ningún ruido de gente suena, donde los que continuamente escuchaban este sonido eran los ministros de los templos que tenían por costumbre de hacer penitencia de noche e iban a hacer ofrendas a los lugares acostumbrados de los montes comarcanos, y cuando escuchaban golpes como de hacha, lo cual por ser de noche se escuchaba a lo lejos, decían que estos golpes eran ilusiones de Tezcatlipoca, dios de la oscuridad y señor de la noche, con que espantaba y burlaba a los que andaban de noche, y que cuando esto lo escuchaba algún hombre, no debía de huir, sino que tenía que seguir el sonido de los golpes hasta ver qué cosa era, y que cuando viera algún bulto de persona, debía correr hasta él, y ver finalmente qué cosa era. Descrito como un hombre sin perrera que tenía cortado el pescuezo como un tronco, y el pecho lo tenía abierto con el corazón a la vista y tenía a cada parte como una portecilla, como que se abrían y cerraban juntándose en el medio y, al cerrar, decían que hacían aquellos golpes de hacha que se escuchaba a lo lejos. Y a quien se le había aparecido este hombre sin cabeza, cualquiera que fuese, un guerrero, un comerciante o un sacerdote, este le podía pedir alguna riqueza o en caso de los guerreros, la fuerza para cautivar en la guerra a muchos, ya que este “hombre sin cabeza” podía dar todo lo que se le pedía, a excepción de algunos que a pesar de haberle pedido, el Yoaltepoztli les daba lo contrario, les quitaba, dándoles pobreza, miseria y malaventura, por lo que decían que en su mano estaba el poder de Tezcatlipoca, el poder de conceder o de quitar cualquier cosa que quisiese, adversa o próspera los bien aventurados. 
Después de la Creación y en tiempos anteriores a la llegada de los españoles, los nahuas en general, tenían agüeros y pronósticos por donde adivinaban las cosas futuras, estos agüeros eran que cuando alguno escuchaba en las montañas el bramar de alguna criatura, o algún sonido o zumbido en los montes, o en los valles, que luego lo tomaban como agüero, diciendo que significaba que algún infortunio les habría de venir, de que le habían de hacer prisionero a él o alguno de sus hijos, o que alguna desventura había de venir por él o por su familia, y habiendo escuchado algún agüero, luego se iba uno a buscar aquellos que sabían interpretar los agüeros, a los hombres que llamaban Tonalpouhque, los conocedores de los amoxtin o libros sagrados que hoy se conocen como códices, y estos agoreros consolaban y esforzaban a todos aquellos diciéndoles "Padres, hijos o hermanos míos, pues han venido a buscar la declaración del agüero que se aconteció, saber que es cosa adversa y trabajosa lo que significa el agüero, y esto no lo digo yo, sino porque así me lo han dejado saber, el agüero es indiferente, es bien o es mal, no es bien o no es mal".